# Plebiscit nacional de Xile de 1978
El plebiscit nacional de Xile de 1978, anomenat també Consulta Nacional de 1978, va ser un referèndum realitzat en Xile, el dimecres 4 de gener de 1978, durant el dictadura militar d'Augusto Pinochet, amb l'objectiu de consultar els ciutadans pel suport o rebuig de la legitimitat del govern.
L'opció «Sí» (suport) va guanyar per un ampli marge, encara que la legitimitat dels seus resultats ha estat seriosament qüestionada, ja que no existien registres electorals ni garanties mínimes de transparència, a més d'una forta censura als mitjans de comunicación.

## Antecedents
El mandat de Pinochet, sotmès a una forta pressió internacional, incloent una condemna internacional per part de l'Assemblea General de les Nacions Unides per no respectar els drets humans, decideix cridar a una consulta a tots els ciutadans xilens majors de 18 anys per demostrar el suport al nou règim, amb l'oposició inicial dels membres de la Junta, José Toribio Merino i Gustavo Leigh.
Augusto Pinochet es trobava amb el problema que el contralor (fiscal superior) Héctor Humeres va declarar que el govern no posseïa norma legal ni constitucional per a fer la consulta. Però ocorria que Humeres es jubilava per al 2 de gener del 1978, però els papers de la seva jubilació es van despatxar amb velocitat inusitada, i va sortir de la «contraloría» (la entitat fiscalitzadora superior) el 29 de desembre de 1977. El 30 de desembre, Pinochet va col·locar en el càrrec al seu nou home de confiança, Sergio Fernández, qui va aprovar immediatament la norma que permetia la consulta, a menys de 24 hores de ser realitzada (el Decret 1308, que cridava a la consulta, va ser publicat en el Diari Oficial del 3 de gener).
Una enquesta publicada per la consultora Gallup a inicis de gener de 1978 assenyalava que al voltant d'un 70% dels electors votaria pel «Sí» a la consulta.

## La consulta

### Forma del text de la consulta
Per votar s'exigia únicament la cèdula d'identitat, ja que no existien registres electorals. L'únic control era el tall d'una cantonada de la cèdula, segellada després amb una cinta especial.
El text del vot, que presentava dues alternatives («Sí» i «No»), assenyalava:
Sobre l'opció «Sí» hi havia una bandera xilena, mentre que sobre el «No» hi havia una bandera negra. La votació es va dur a terme en un ambient completament restringit, amb l'estat d'excepció vigent, sense propaganda en murs públics i sense oposició, a causa de la il·legalització dels partits polítics, a la prohibició de realitzar reunions de caràcter polític, a la manca de registres electorals independents, i a la censura existent en contra dels mitjans de comunicació. Les meses electorals van ser operades i controlades per persones de confiança designades per l'autoritat.
Els resultats proporcionats per les autoritats van ser els següents:
| Proposta (alternativa) | Vots      | [ Nota 1 ] |
| ---------------------- | --------- | ---------- |
| Vot «Sí»               | 4 012 023 | 78,6%      |
| Vot «No»               | 1 092 226 | 21,4%      |
| Total de vots vàlids   | 5 104 249 | 100%       |
| Vots nuls i blancs     | 244 923   |            |
| Total de vots emesos   | 5 349 172 |            |

## Conseqüències
El resultat d'aquesta consulta d'opinió va incitar a tornar-lo a intentar un nou plebiscit el 1980, on també la legitimitat dels resultats es va qüestionar: d'aquesta manera seria aprovada una nova Constitució, que mantenia a Augusto Pinochet a la presidència fins a 1989, ocasió en la qual un candidat seria proposat per les Forces Armades al vot plebiscitari dels xilens, que en cas de rebutjar-lo gaudirien d'un any addicional de mandat.